# グロヅカ
『グロヅカ』は2005年に製作された日本のホラー映画である。「おんなだらけのこわいはなし」第1弾として製作された。

## ストーリー
とある女子大の映画研究部員、アイとマキは、かつて映研が製作した映画「グロヅカ」を発見する。
7年前、この作品の撮影中に起きた事件によって映研は休部となった。
二人は映研の復活第1作として、この「グロヅカ」をリメイクしようとする。
演劇研究部員のナツキと、そのパシリであるユウカとヤヨイ。
さらにマキの姉のヨーコと、その友人で引きこもりのタカコを加え、7人は山奥にある女子大の寮へと向かう。
その夜、映研の二人はナツキたちに「グロヅカ」を見せ、コンセプトの説明をしようとするが、ナツキはホラー映画だとして反発。
さらに翌朝、食料が紛失していることが分かり、映研の二人による嫌がらせと考えたナツキは態度を硬化させる。
ナツキは勝手に行動しだし、自分の女優オーディション用のビデオをユウカとヤヨイに撮影させる。
だが、二人が目を離した隙に、ナツキは行方不明になる。
一方、アイとマキはとりあえず自分たちで出来る撮影を始め、かつての「グロヅカ」の撮影場所などを辿る。
その夜、食料の紛失により野草とキノコで夕食の準備をするが、ユウカとタカコがキノコによる中毒で倒れる。
翌朝、ナツキたちが前日撮影したビデオを見ていたアイは、ナツキが泥眼の能面をかけた人物に襲われるシーンが映っているのを見つける。

## キャスト
- 森下千里 ： アイ
- 三津谷葉子 ： マキ
- 黒澤友子 ：ナツキ
- 福井裕佳梨 ： ユウカ
- 齋藤慶子 ： ヤヨイ
- 安藤希 ： タカコ
- 伊藤裕子 ： ヨーコ